# Muerte de Matías Catrileo
La muerte de Matías Catrileo fue un hecho ocurrido en Vilcún el 3 de enero de 2008, cuando el estudiante universitario de origen mapuche Matías Valentín Catrileo Quezada (nacido en Santiago el 11 de septiembre de 1984) recibió un disparo por acción de Carabineros de Chile que le ocasionó la muerte mientras era parte de la ocupación del ex-fundo Santa Margarita.
Este hecho ocurrió bajo el gobierno de Michelle Bachelet, en el marco del llamado conflicto mapuche.

## Matías Catrileo
Fue hijo de Mario Catrileo Duque y Mónica Quezada Merino.
Estudió la enseñanza básica en La Florida y la secundaria en el Liceo José Victorino Lastarria. A los 18 años, lo abandonó y se dedicó a estudiar mapudungun, filosofía e historia. Hizo el servicio militar en Arica y finalizó sus estudios secundarios. Luego de una breve estadía en Santiago, en 2005, se radicó en Temuco, donde ingresó en la Universidad de La Frontera a estudiar agronomía. Al morir, tenía 23 años y cursaba el tercer año de su carrera.
Póstumamente, sus familiares publicaron en la editorial Quimantú una recopilación con 23 poemas suyos.

## Muerte e investigación

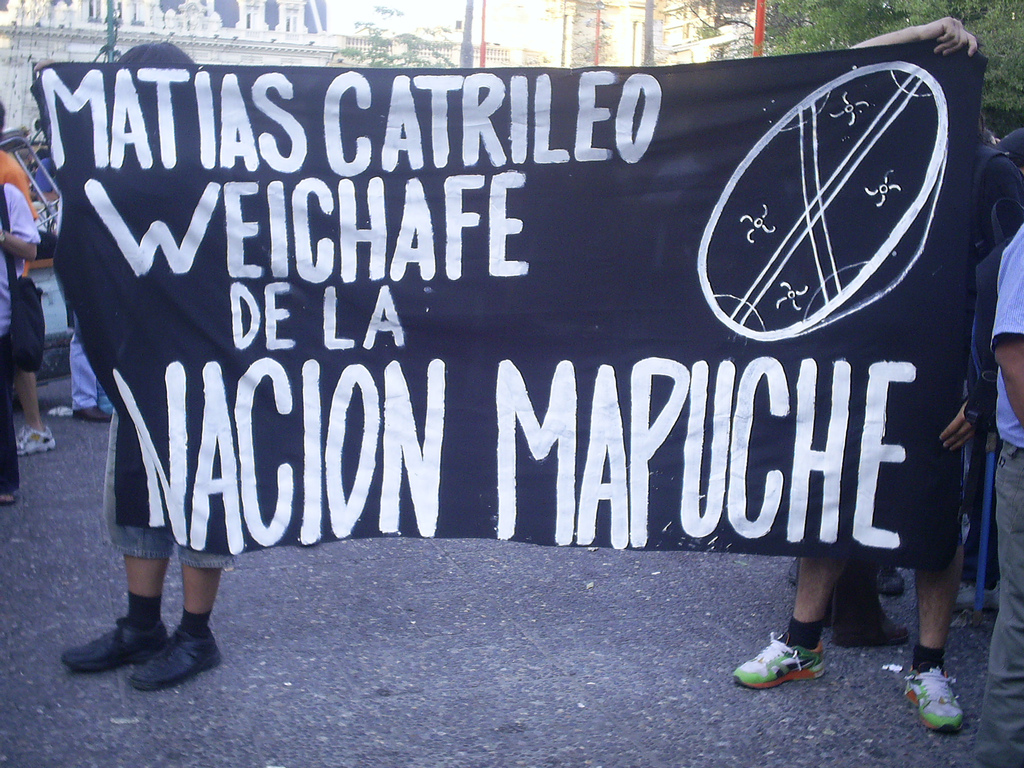
Manifestación en repudio a la muerte de Catrileo, plaza de Armas de Santiago.

Matías Catrileo se encontraba junto a otros comuneros en el fundo Santa Margarita, del agricultor Jorge Luchsinger. El predio, que rodeaba la comunidad Llupeco Vilcún, en la comuna de Vilcún de la Araucanía, estaba custodiado desde 2001 por carabineros dentro de acciones amparadas por la Ley Antiterrorista. 
El 3 de enero de 2008, el joven fue asesinado por el cabo segundo Walter Ramírez Inostroza, quien le disparó en el costado con una subametralladora Uzi perforándole el pulmón, lo que le causó la muerte unos minutos más tarde.
Los comuneros, por temor a que alteraran las pruebas, huyeron llevándose el cuerpo de Catrileo. Durante su huida, un comunero autoidentificado como Rodrigo se comunicó con la radio Bío Bío e informó en directo sobre el asesinato de Catrileo, al tiempo que advertía que no querían entregar el cuerpo a los investigadores, sino a la Iglesia católica, en particular al obispo de Temuco, Manuel Camilo Vial. Finalmente, entregaron el cadáver para las pericias respectivas, que se realizaron en el Servicio Médico Legal de Temuco con la mediación del obispo de Villarrica Sixto Pazinger, la Cruz Roja y la Defensoría Pública.
La causa fue investigada por la Fiscalía Militar, pues así lo disponen las leyes cuando está involucrado personal de las Fuerzas Armadas o Carabineros en actos de servicio. Organizaciones vinculadas a la defensa de los derechos humanos pidieron a la Corte Suprema que la investigación por la muerte del ocupante fuera vista por un ministro en visita (juez), figura que permite sustraer la causa de la jurisdicción militar para llevarla a la justicia ordinaria, pero la solicitud fue finalmente desestimada por la Corte.
Una versión inicial del hecho intentó probar que Catrileo había fallecido en un enfrentamiento armado contra Carabineros, pero después se determinó que Ramírez había empleado "sin motivo racional, violencias innecesarias" en la ejecución de sus órdenes.  
Aunque el abogado del uniformado alegó que actuó en defensa propia, Ramírez fue condenado por la justicia militar a 3 años y un día de presidio bajo el régimen de libertad vigilada por el delito denominado violencia innecesaria con resultado de muerte, sentencia que fue confirmada a fines de 2011 por la Corte Suprema. Más tarde, Carabineros degradó a Ramírez Inostroza bajo la causal de "faltas a la ética profesional".
En 2015, la Corte Suprema confirmó la obligación del Estado de indemnizar a la familia de Catrileo por un monto total de $130 millones. El dinero fue rechazado por la familia. "Este dinero esta manchado con la sangre de Matías y no podemos recibirlo”, dijo la familia en un comunicado. Con la demanda sólo buscaban que el estado, presidido por Michelle Bachelet, reconociera su responsabilidad en la muerte de Matías. dicho fallo, la Corte Suprema además aseguró que “el cabo segundo Walter Ramírez Inostroza utilizó armas de fuego no existiendo un peligro real e inminente para su integridad, razón por lo que la violencia ejercida al momento de los hechos fue del todo innecesaria y no encuentra motivo racional que la justifique”.